# Ioan Zugrăvescu
Ioan Zugrăvescu (n. 29 mai 1910, Iași – d. 12 decembrie 1989, Iași) a fost un chimist român, profesor universitar, membru corespondent al Academiei Române, cunoscut în special pentru contribuțiile sale la chimia heterociclurilor.

## Educație
A urmat școala elementara la Alexandria, liceul la Brașov, continuând cu studiile universitare la Facultatea de Științe a Universității din București, unde a obținut în 1931 licența în științe fizico-chimice.
În 1934 a primit titlul de Doctor în științe cu teza intitulată Acțiunea compușilor organo-magnezieni asupra amidelor N-disubstituite ale acidului beta-fenilacetic. În 1965 a obținut titlul de Doctor docent în chimie.

## Activitate profesională
La îndemnul profesorilor Ștefan Minovici și Gheorghe G. Longinescu, și-a început cariera didactică în cadrul Laboratorul de Chimie Organică al Universității din București. În 1937 a devenit director al Secției de Biochimie a Institutului Victor Babeș din București, unde a inițiat cercetări referitoare la biochimismul celular (in special în celulele maligne). În 1948 a fost numit șef de lucrări la Facultatea de Științe a Universității din București, iar în 1949 profesor de chimie organică la Institutul de Industrii Alimentare din București.
În 1956 a fost transferat la Iași ca profesor titular în cadrul Catedrei de Chimie Organică, Facultatea de Chimie a Universității ,,Alexandru Ioan Cuza”, unde a activat până la retragerea din activitate (în 1975). Mare parte a cercetărilor sale a fost dedicată chimiei N-ilidelor, domeniu în care a obținut rezultate recunoscute pe plan internațional și în care a creat o școală redutabilă. A obținut noi compuși heterociclici, înzestrați cu proprietăți bacteriostatice, analgezice și/sau hipotensoare. Dintre rezultatele sale cele mai deosebite se mențonează: sinteza unor polimeri 1,3,4-oxadiazolici, aplicarea reacțiilor de poliheterociclizare în obținerea unor noi polimeri heterociclici din clasa triazolilor etc. A studiat un număr însemnat de compuși metilen-diaminici cu proprietăți anticonvulsivante.
Simultan cu activitatea desfășurată la Universitate, a lucrat la Institutul de Chimie Macromoleculară ,,Petru Poni” al Academiei Române, unde a ocupat temporar funcția de Director.

## Titluri și decorații
- Membru corespondent al Academiei Române (din 1963)
- Titlul de Doctor Honoris Causa al Universității din Nantes (1973).

## Lucrări semnificative (selecție)
- The heterocyclization of several reactive polymers by the 1,3 dipolar addition reaction. I, J. Polym. Sci. B 6 (1968) 451-455[6]
- Electrical properties of ylidic compounds, Phys. Stat. Sol. 3 (1970) K147-K148[7]
- Zugrăvescu, I., „Polimeri heterociclici”, Ed. Academiei RSR, București, 1971[8]
- Electrical conductivities of polymers with pyrimidine repeating unities, Phys. Stat. Sol. 9 (1972) K129-K130[9]
- Polychalkone III. Polymeranaloge reaktionen der Polychalkone mit hydrazinen, Makromol. Chem. 157 (1972) 179-185[10]
- Zugrăvescu, I., Petrovanu, M. „Chimia N-ilidelor”, Ed. Academiei RSR, București, 1974 [Rom]; „N-Ylide Chemistry”, McGraw Hill International, NY&London, 1976 [Eng][11]
- Polydisuccinimides: Polyaddition reactions of aliphatic and aromatic diamines to N,N′-bismaleimide, Eur. Polym. J. 14 (1978) 985-990[12]
- Zugrăvescu, I., Petrovanu, M. „Cicloadiții 3+2 dipolare”, Ed. Academiei RSR, București, 1987[13]

## In memoriam
- Este înmormântat în Cimitirul „Bellu” din București